# Дромология
Дромоло́гия — теория скорости французского философа и архитектурного критика Поля Вирильо, основной идеей которой является понимание скорости как репрезентации работы социально-политической машины, обладающей разрушительной силой. Концепция дромологии впервые рассматривается в труде «Скорость и политика» (1977) Поля Вирильо, а далее теория развивается в сочинении «Информационная бомба» (2000).
Это тематизация и концептуализация феномена «скорости», каким он был презентован в искусстве и политике современности.
В. И. Вернадский, В. В. Буряк

## Концепция дромологии
Анализируя феномен скорости в постиндустриальном обществе, Вирильо создаёт специальный категориальный аппарат, ключевыми понятиями в его концепции являются «дромология», «дромократическое общество», «дромоcкопия» и «дромосфера» (неологизм от греческого слова «dromos» — «скорость»).
С точки зрения Вирильо, скорость света современного электронного оборудования изменяет структуры восприятия человека, поскольку они ориентированы на физические ограничения скорости тел — пространство и гравитацию. Возникает «третий интервал» — интервал света, вслед за «первым интервалом» — географической средой (пространство) и «вторым интервалом» — физической средой (время), погружаясь в который человек испытывает состояние «фундаментальной потери ориентации».
Здесь происходит не просто высвечивание вещей, придание им видимости, а формирование среды их реальности и их перцептивное конструирование на скорости света. В генеалогии технологий «третий интервал» возникает вслед за двумя другими интервалами пространства и времени: за технологическим освоением географической среды (пространство) идет освоение среды физической (время, электричество) и затем среды света. После преодоления звукового и температурного барьеров происходит историческое преодоление третьего — светового. На этом этапе возникает возможность контроля микрофизической среды (человеческий организм) с помощью микророботов и биотехнологий.
Технологически обеспечиваемое наращивание скорости — движения, перемещения, вычисления, передачи данных, принятия решения и т. д. — является, по мнению Вирильо, базовым принципом западной цивилизации и основным фактором социальных и культурных трансформаций современности. Тема скорости неразрывно связана с темой войны, военного искусства, решающей роли милитаристического элемента в генезисе политических и экономических процессов.

## «Скорость и политика»
«Vitesse et politique. Essai de dromologie» — одна из самых известных работ французского философа, теоретика постмодернизма, урбаниста и архитектурного критика Поля Вирильо, вышедшая в свет во Франции в 1977. В книге Вирильо формулирует свою оригинальную концепцию, ключевым пунктом которой является понятие «скорость». Скорость — это маркер «высокой глобализации», наиболее очевидным проявлением которой является мгновенная отправление информации из любой точки планеты. Дромологическая реальность — эффект взаимодействий на расстоянии.
Глобализация происходит в условиях дальнейшего развития реалий информационного общества. Такая ситуация, с одной стороны, упрощает и ускоряет экономические и политические процессы унификации человеческой деятельности, с другой стороны, скорости, создаваемые в информационных сетях, и массивы передаваемой информации делают труднопредсказуемым стабильное и самодостаточное существование региональных культур по отношению к транскультурным трендам глобальной культуры. Тенденция к доминированию определённого типа унифицированных форм культуры, совокупность которых можно условно назвать «глобальной культурой», основано прежде всего на «вездесущности» глобальных информационных сетей.
Именно первое сочинение Поля Вирильо остается самым известным на сегодняшний день, ведь философская теория скорости как комплексного социокультурного и эстетического явления весьма подходит для актуального постмодернистского анализа информационного общества, где скорость культуры достигает наибольших значимых для общества «величин».

## «Информационная бомба»
Работа Вирильо «Информационная бомба» связана именно с анализом специфики функционирования информации после начала «компьютерной революции» . Одним из главных преимуществ информационной эпохи является беспрецедентный рост оборота информации, культурных форм и технологий. Однако физическая генеалогия технологий основана на инстинкте войны. Милитаризм как генетическая предпосылка технологий проявляет себя везде. Одним из фундаментальных эффектов технологического развития становится угроза катастроф — техногенных, военно-политических, психологических.
Тема скорости в книге неразрывно связана с темой войны, военного искусства, решающей роли милитаристического элемента в генезисе политических и экономических процессов. В военной сфере происходит эпохальный поворот от войн индустриального периода к войнам иного порядка (постиндустриальным и даже постинформационным), а именно, к информационным войнам. Современная цивилизация вступила в период глобального пространственно-временного коллапса в результате исчерпанности геополитических ресурсов эпохи Холодной войны.

## Критика теории
Концепция времени Поля Вирильо считается актуальной для рассмотрения философии современного постиндустриального общества. Вместе с тем, говоря в целом о новой идее времени, Рональд Пёрсер (Ronald E. Purser) в работе «Приближающийся кризис в средах реального времени: дромологический анализ» утверждает, что культурный концепт времени всегда был привязан к топографической поверхности — особому виду восприятия времени.
Одна из причин, почему время — явление тяжелое для понимания, заключается в том, что время не заключено в материю. Тем не менее, современный подход, и в том числе Вирильо, относятся ко времени как к чему-то материальному — мы привязаны к часам, к хронологическому, линеарному происшествию вещей. Однако этот устоявшийся метод вводит в заблуждение — у человека нет органов чувств для определения времени. Профессор Кардиффского университета Барбара Адам в работе «Timescapes of Modernity: The Environment and Invisible Hazards» отмечает, что перед тем как человек почувствует работу времени в своем теле и природе, ему нужно подойти к вопросу о времени, осознав необходимость одновременной работы человеческих центров чувств и воображения.
В своем труде Поль Вирильо подчиняет прожитый опыт диктатуре автономного времени, используя материальную концепцию времени — часы. Время, тем не менее, гораздо более сложное, относительное и неоднозначное в своих проявлениях и значениях явление. Реджис Мак-Кенна, философ и маркетолог Стэнфордского университета, в своей работе «Реальное время» («Real Time») также относится ко времени с точки зрения концепции Вирильо — он сделал его предметом коммерческим, игнорируя тот факт, что «человеческое» время не может до конца быть объяснено феноменом часов. Однако Барбара Адам в своем труде подчёркивает, что «пока люди используют часы для координации, синхронизации и планирования своей социальной жизни, эти часы становятся способом, благодаря которому подобная жизнь достигается, но не объяснением последней».